# 亚洲水产学会
亚洲水产学会(Asian Fisheries Society， AFS)于1984年5月2日在菲律宾洛斯巴诺斯成立。

## 宗旨
|  | 促进对亚洲渔业研究和发展关注的科学家和技术人员之间的交流和合作，以利于研究活动、信息和研究成果的交流；宣传和积极传播在亚洲开展水产资源保护和可持续发展利用的重要性；鼓励和协助亚洲国家和地区建立分会或学会，与各国际组织合作。 |

## 主要活动
每3年召开一次渔业论坛，并举行各种专题讨论会和培训班；向发展中国家的青年渔业科学家提供资助和技术支持，提高研究质量；出版电子刊物《亚洲渔业科学，Asian Fisheries Science 》和《电子新闻快报，e-News letter》；表彰对亚洲渔业科学和学会工作有杰出贡献的专家。